# FFA Cup 2017
La Westfield FFA Cup 2017 è stata la 4ª edizione della coppa australiana di calcio. La competizione è iniziata il 10 febbraio 2017 ed è terminata il 21 novembre 2017.
Il Sydney FC si è aggiudicato il Trofeo per la prima volta nella sua storia.

## Squadre partecipanti
Alla fase finale della competizione partecipano 32 squadre: 10 partecipanti alla A-League, 1 vincitore della NPL e 21 squadre provenienti dalle serie inferiori e vincitrici dei turni preliminari.
| A-League | Livello 2 | Livello 3                                                                |
| - Adelaide Utd - Brisbane Roar - C.C. Mariners - Melbourne City - Melbourne Victory - Newcastle Jets - Perth Glory - Sydney FC - Wellington Phoenix - Western Sydney | - APIA Leichhardt - Bentleigh Greens - Blacktown City - Broadmeadow Magic - Canberra Olympic - Darwin Rovers - Edgeworth - FNQ Heat - Gold Coast City - Hakoah Sydney City East - Heidelberg Utd - Hume City - MetroStars - Moreton Bay Utd - Olympia Warriors - Sorrento FC - South Melbourne - Sydney Utd 58 | - Bankstown Berries - Hills Brumbies - Peninsula Power - Western Knights |

## Calendario
| Turno                | Date                         | Numero di incontri | Numero di squadre |
| -------------------- | ---------------------------- | ------------------ | ----------------- |
| Turni preliminari    | 10 febbraio - 24 giugno 2017 | 728                | 735 → 32          |
| Sedicesimi di finale | 26 luglio - 9 agosto 2017    | 16                 | 32 → 16           |
| Ottavi di finale     | 23-29 agosto 2017            | 8                  | 16 → 8            |
| Quarti di finale     | 13-20 settembre 2017         | 4                  | 8 → 4             |
| Semifinali           | 11-24 ottobre 2017           | 2                  | 4 → 2             |
| Finale               | 21 novembre 2017             | 1                  | 2 → 1             |

## Turni preliminari
I 21 slot riservati alle squadre delle serie inferiori sono assegnati tramite otto turni preliminari, ai quali partecipano un totale di 735 squadre.
| Federazione regionale | Competizione                    | Qualificate ai sedicesimi |
| --------------------- | ------------------------------- | ------------------------- |
| Capital Football      | Capital Football Federation Cup | 1                         |
| Football NSW          | Waratah Cup                     | 5                         |
| NNSWF                 | NNSWF State Cup                 | 2                         |
| FNT                   | NT FFA Cup                      | 1                         |
| Football Queensland   | Kappa Queensland Cup            | 4                         |
| FSA                   | SA Federation Cup               | 1                         |
| Football Tasmania     | Milan Lakoseljac Cup            | 1                         |
| Football Victoria     | Dockerty Cup                    | 4                         |
| Football West         | State Cup                       | 2                         |

## Sedicesimi di finale
I sedicesimi di finale sono stati sorteggiati il 29 giugno 2017 e si giocheranno il 26 luglio ed il 1-2-9 agosto 2017.
| Squadra 1         | Risultato       | Squadra 2               |
| ----------------- | --------------- | ----------------------- |
| 26 luglio 2017    |                 |                         |
| South Melbourne   | 1 - 0           | Edgeworth               |
| Hills Brumbies    | 3 - 6 (dts)     | Hakoah Sydney City East |
| Bankstown Berries | 2 - 1           | MetroStars              |
| Sorrento FC       | 1 - 0           | Canberra Olympic        |
| 1º agosto 2017    |                 |                         |
| Heidelberg Utd    | 1 - 0           | Perth Glory             |
| Peninsula Power   | 0 - 2           | Melbourne City          |
| Olympia Warriors  | 0 - 5           | APIA Leichhardt         |
| Western Sydney    | 1 - 0 (dts)     | Wellington Phoenix      |
| 2 agosto 2017     |                 |                         |
| Blacktown City    | 3 - 2           | C.C. Mariners           |
| Moreton Bay Utd   | 4 - 2 (dts)     | Broadmeadow Magic       |
| Gold Coast City   | 3 - 1           | Western Knights         |
| Darwin Rovers     | 0 - 8           | Sydney FC               |
| 9 agosto 2017     |                 |                         |
| Hume City         | 1 - 1 (1-4 dtr) | Bentleigh Greens        |
| Brisbane Roar     | 1 - 5           | Melbourne Victory       |
| Sydney Utd 58     | 7 - 2           | FNQ Heat                |
| Adelaide Utd      | 1 - 0           | Newcastle Jets          |

## Ottavi di finale
Gli ottavi di finale sono stati sorteggiati il 9 agosto e si giocheranno il 23 ed il 29 agosto 2017. 
| Squadra 1               | Risultato       | Squadra 2         |
| ----------------------- | --------------- | ----------------- |
| 23 agosto 2017          |                 |                   |
| Sydney Utd 58           | 1 - 1 (3-4 dcr) | Heidelberg Utd    |
| Adelaide Utd            | 3 - 0           | Melbourne Victory |
| Moreton Bay Utd         | 0 - 1 (dts)     | Gold Coast City   |
| South Melbourne         | 4 - 1           | Sorrento FC       |
| 29 agosto 2017          |                 |                   |
| Bentleigh Greens        | 0 - 4           | Western Sydney    |
| Blacktown City          | 3 - 1           | APIA Leichhardt   |
| Hakoah Sydney City East | 2 - 3           | Melbourne City    |
| Bankstown Berries       | 0 - 3           | Sydney FC         |

## Quarti di finale
I Quarti di finale sono stati sorteggiati il 29 agosto e si giocheranno il 13 ed il 20 settembre 2017.
| Squadra 1         | Risultato       | Squadra 2       |
| ----------------- | --------------- | --------------- |
| 13 settembre 2017 |                 |                 |
| Sydney FC         | 2 - 0           | Melbourne City  |
| Heidelberg Utd    | 0 - 3           | Adelaide Utd    |
| 20 settembre 2017 |                 |                 |
| Blacktown City    | 2 - 2 (2-4 dtr) | Western Sydney  |
| Gold Coast City   | 0 - 6           | South Melbourne |

## Semifinali
| Squadra 1       | Risultato | Squadra 2    |
| --------------- | --------- | ------------ |
| 11 ottobre 2017 |           |              |
| South Melbourne | 1 - 5     | Sydney FC    |
| 24 ottobre 2017 |           |              |
| Western Sydney  | 1 - 2     | Adelaide Utd |

## Finale
| Arbitro: | Griffiths-Jones |

|                        |           |               |
| Ninkovic 19’ Bobô 111’ | Marcatori | 67’ Mileusnic |